# Saint-Michel-Loubéjou
Saint-Michel-Loubéjou är en kommun i departementet Lot i regionen Occitanien i södra Frankrike. Kommunen ligger i kantonen Bretenoux som tillhör arrondissementet Figeac. År 2022 hade Saint-Michel-Loubéjou 416 invånare.

## Befolkningsutveckling
Antalet invånare i kommunen Saint-Michel-Loubéjou
| Referens: INSEE |